# Любино
Лю́бино (болг. Любино) — село в Кирджалійській області Болгарії. Входить до складу общини Ардино.

## Населення
За даними перепису населення 2011 року у селі проживали 24 особи, усі — турки.
Розподіл населення за віком у 2011 році:
Динаміка населення: